# Itamunua Keimuine
Itamunua Keimuine (Windhoek, 1º maggio 1993) è un calciatore namibiano, attaccante dell'Ongos e della nazionale namibiana.

## Carriera

### Club
Ha giocato nel campionato etiope e namibiano.

### Nazionale
Nel 2019 viene convocato con la nazionale namibiana per la Coppa d'Africa.